# Oficina Europea de Lluita Contra el Frau
Oficina Europea de Lluita contra el Frau (OLAF, en francès: Office Européen de Lutte Anti-Fraude)), va ser creada per les institucions comunitàries de la Unió Europea (UE), és l'entitat que protegeix els interessos financers de la UE. La seva missió principal és la lluita contra el frau, així com la corrupció i qualssevol altres activitats, que afectin el pressupost de la UE, incloent, les irregularitats dintre de les institucions europees, d'una manera responsable, transparent i eficient.
L'OLAF exerceix la seva missió realitzant, amb total independència, recerques internes i externes. Organitza a més a més la cooperació entre les autoritats competents dels Estats membres per tal de coordinar les seves activitats en matèria antifrau. Així mateix aporta als Estats membres l'assistència i els coneixements tècnics necessaris per donar-los suport en les seves activitats antifrau.
Contribueix al disseny de l'estratègia antifrau de la Unió Europea i pren les iniciatives necessàries per reforçar la legislació a la matèria. Els seus reglaments de base estan sent modificats per recomanació de la Comissió Europea, a conseqüència de l'«assumpte Eurostat».

## Història
L'OLAF va ser creada el 1999, després d'una gran pressió per part del Parlament Europeu. La seva predecessora l'UCLAF, Unitat Europea de Lluita contra el Frau (en francès: Unité de Coordination de Lutte Anti-Fraude), unitat antifrau dependent de la Comissió Europea, no va aconseguir convèncer en la seva lluita contra el frau a les institucions europees.
El 2004, OLAF inicia la recerca sobre l'assumpte amb relació al remodelatge de l'edifici Berlaymont a Brussel·les.

## Estructura
Encara que té un estatut particular d'independència per a la funció d'investigació, l'OLAF no deixa de ser part de la Comissió Europea. Es col·loca sota la competència del Sr Siim Kallas, vicepresident i responsable d'Assumptes Administratius, Auditoria i Lluita contra el Frau.
Al desembre de 2010, Giovanni Kessler va ser anomenat President de l'Oficina Europea de Lluita contra el Frau.

## Personal
Actualment, l'OLAF compta amb al voltant de 500 agents, inclòs el personal no estatutari. La majoria del seu personal té, una sòlida experiència professional prèvia en serveis d'investigació, policíacs i judicials nacionals, en l'àmbit d'investigacions sobre assumptes complexos de frau, a l'anàlisi i l'avaluació d'informacions, o en activitats de suport o desenvolupament de polítiques relatives a la lluita antifrau.

## Assumptes

### Contraban per les Companyies Tabaqueres
Basant-se en recerques de l'OLAF i sota la seva assistència, la Comissió Europea i 10 Estats membres van presentar un plet contra tres grans multinacionals del tabac davant de tribunals dels Estats Units. D'acord amb les investigacions, les companyies havien utilitzat el contraban com a canal de distribució. Una de les companyies va arribar posteriorment a un acord amb la UE pel qual va desemborsar prop de mil milions d'euros.

### Altres corrupcions
El 2011, l'OLAF va tractar 463 assumptes i va recobrar 691 milions d'euros sostrets, contra 68 milions el 2010 i 251 milions el 2009. Aquest increment s'explica pel desig de l'OLAF per reforçar la lluita contra el frau i la corrupció, i un important cas de malversació de fons estructurals de la Unió Europea dintre de les autoritats italianes, que va permetre a la UE recuperar 382.000.000 €.

## Col·laboradors d'OLAF
- La Unió Europea 
  - 27 Estats membres - autoritats competents
  - Europol
  - Eurojust
- Organitzacions Internacionals 
  - Eurojustice
  - Interpol
  - Organització Mundial de Duanes
- Tercers països 
  - U.S. Customs and Border Protection
  - FBI